# Триполі (Греція)
Триполі (грец. Τρίπολη) — місто в Греції, у периферії Пелопоннес, столиця ному Аркадія.

## Походження назви
У середньовіччі район сучасного міста Триполі був відомий як Дроболіца, що у перекладі з грецької означало «водне місто». Також існує версія, що пов'язує назву міста із слов'янськими мовами, тоді Дроболіца може бути перекладене як «дубрава». Сучасне ж Триполі було засноване близько 1770 року поблизу руїн стародавніх міст Паллантрон, Тегея та Мантінея, звідси походить назва грец. Τρίπολις — τρεις πόλεις — тобто «три міста».

## Нова історія
Напередодні Грецької революції у Триполі мешкало дуже багато як християн, так і мусумальн. Саме місто було одним із центрів османської окупації та панування у Грецією. Під час подій повстання під проводом Александра Іпсіланті майже все грецьке населення міста було знищене. Таким чином турки спробували зробити приклад для повстанців інших міст Пелопоннесу.
Впродовж грецької національно-визвольної війни за незалежність Триполі було першим великим містом, яке вдалось звільнити від осман грецьким повстанцям 17 жовтня 1821 року під проводом Теодороса Колокотроніса. Коли ж 22 червня 1825 року Ібрагім-паша спромігся повернути місто, він знищив усе християнське населення, також він майже вщент розгромив усі будівлі в місті — втім повстанців уже не можна було спинити. Зрештою 1829 року місто остаточно зайняла грецька армія, і Триполі тимчасово стало центром незалежної Грецької держави.
Протягом 19-го і 20-го століть місто стало адміністративним, економічним, комерційним і транспортним центром центрального і південного Пелопоннесу.

## Населення
| Рік  | Місто  | Муніципалітет |
| ---- | ------ | ------------- |
| 1981 | 21,337 | –             |
| 1991 | 22,429 | 26,432        |
| 2001 | 25,520 | 28,976        |

## Персоналії
- Моралі Енішті Хасан Паша — османський Великий візир.
- Александрос Папанастасіу — соціолог, прем'єр-міністр Греції.
- Константінос Георгакопулос — правник, прем'єр-міністр Греції.
- Костас Каріотакіс — новогрецький поет.
- Ставрос Циоліс — кінорежисер.
- Янніс Курос — легкоатлет.
- Георгіос Каратзаферіс — грецький політик, лідер партії Народний православний заклик.

## Спорт
| Клуб               | Ліга                       | Майданчик                 | Місткість | Заснований |
| ------------------ | -------------------------- | ------------------------- | --------- | ---------- |
| «Астерас», Триполі | Грецька Суперліга — футбол | стадіон «Астерас Триполі» | 6.430     | 1931       |

## Галерея

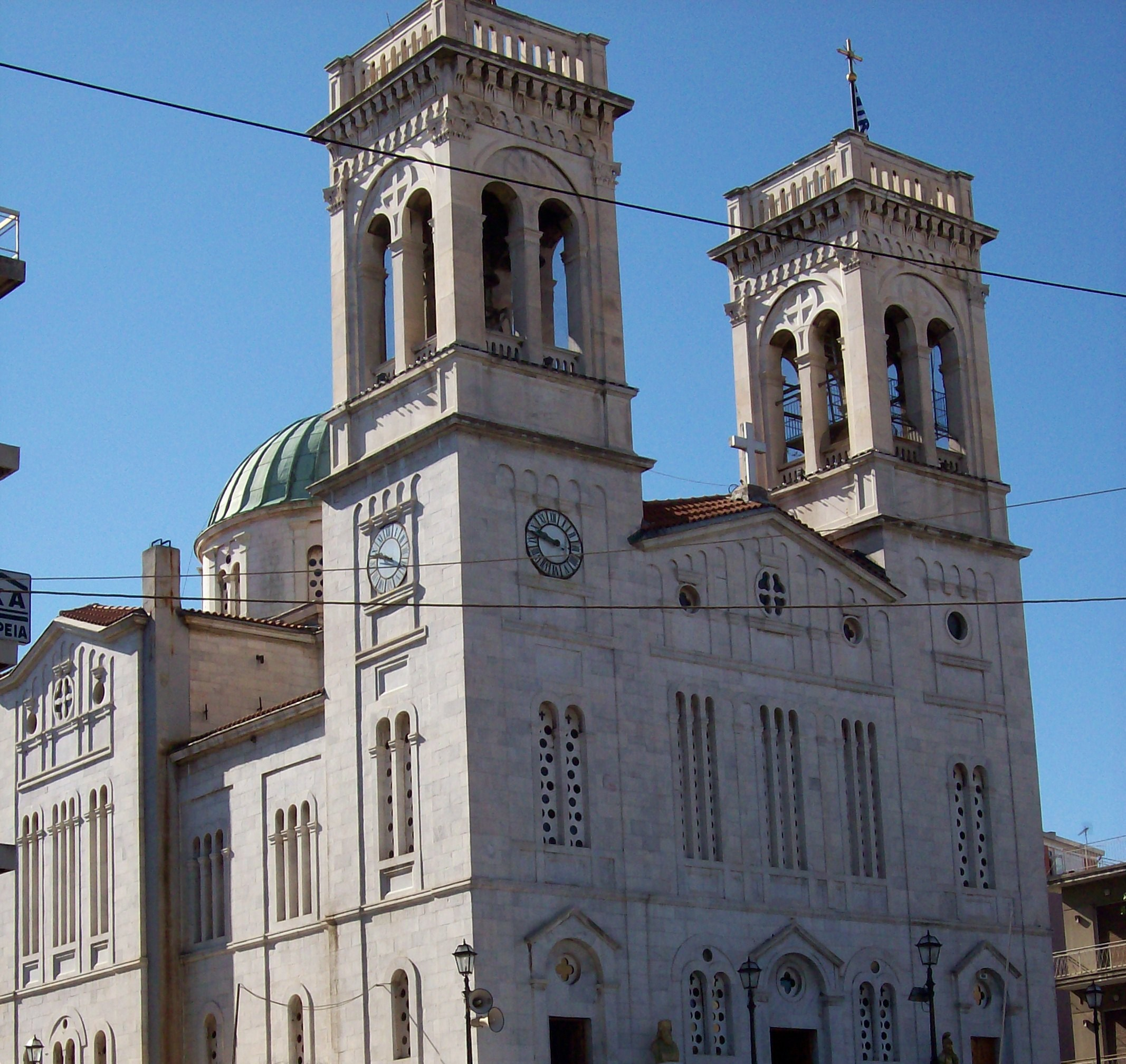
Кафедральний собор Святого Василя
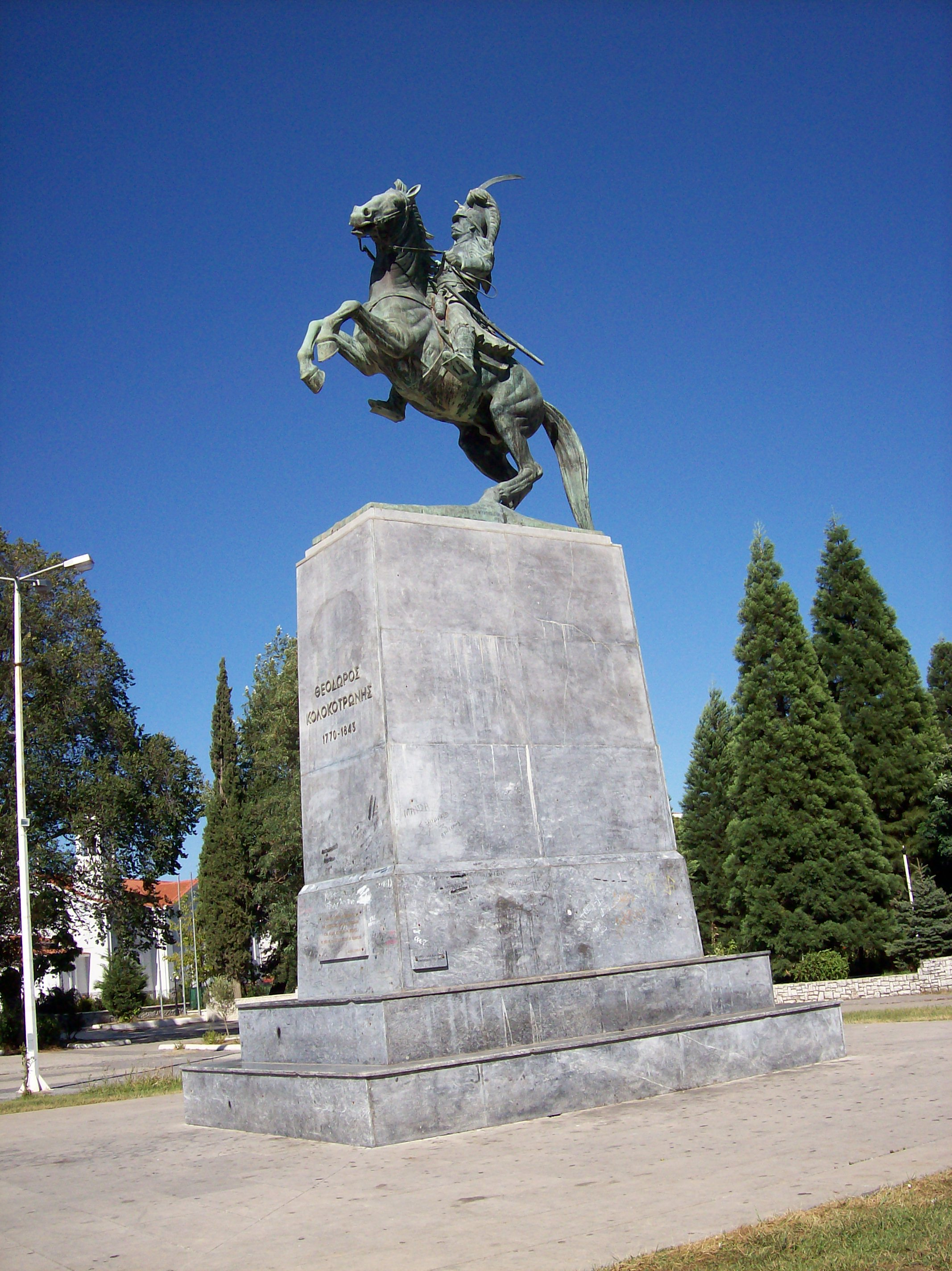
Пам'ятник Теодоросу Колокотронісу
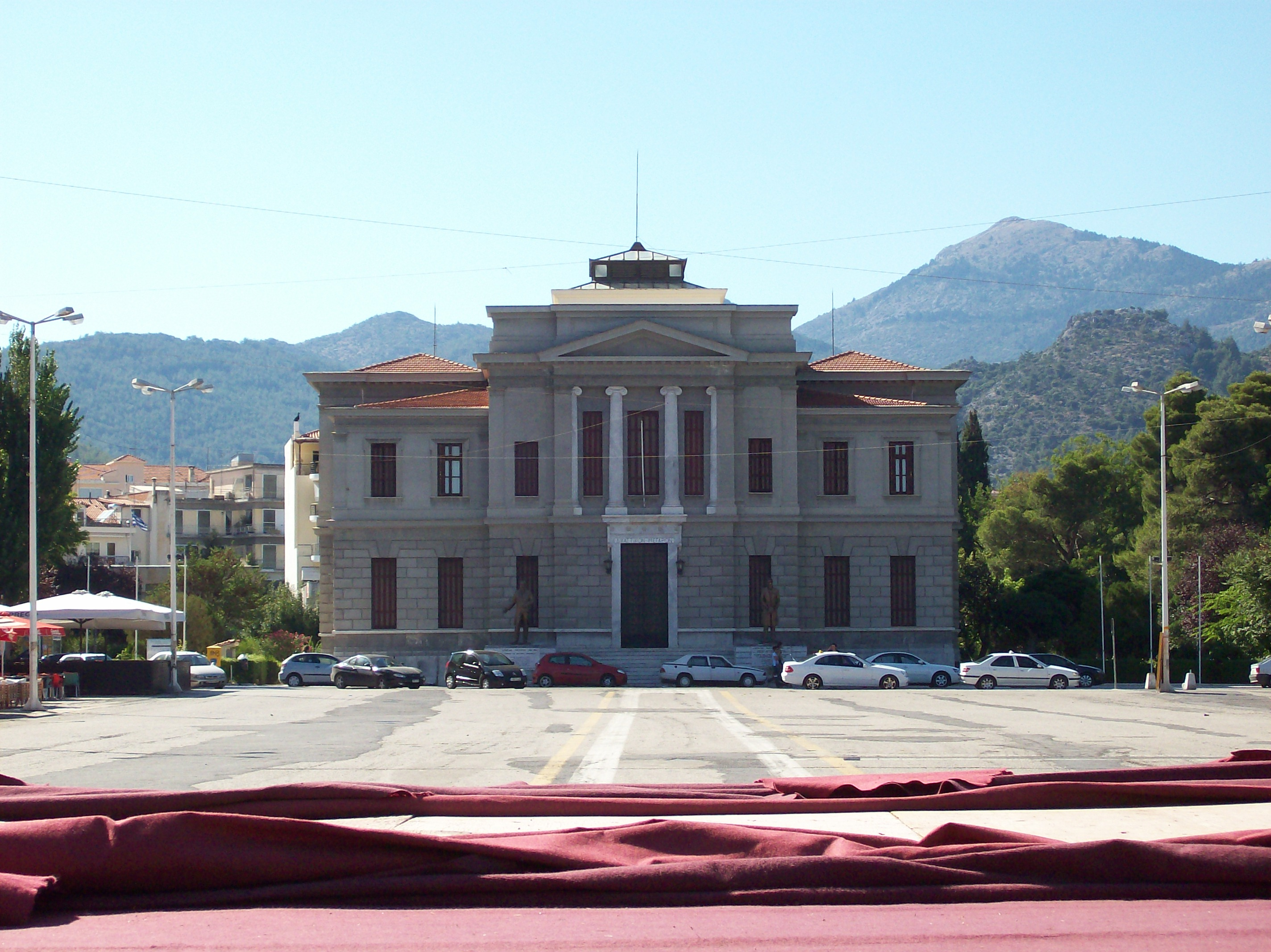
Міський суд, проект Ернста Зіллера